# Breckenridge (Teksas)

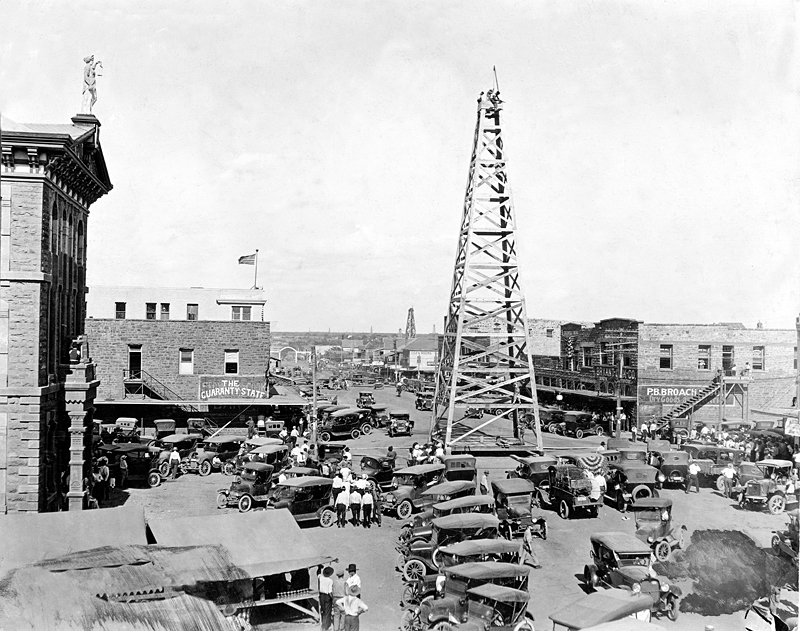
Szyb naftowy w centrum miasta

Breckenridge – miasto w Stanach Zjednoczonych, w stanie Teksas, siedziba hrabstwa Stephens.
Zostało nazwane na cześć Johna Breckinridge'a, wiceprezydenta USA. W latach dwudziestych XX wieku stało się ośrodkiem wydobycia ropy naftowej.

## Demografia
Według przeprowadzonego przez United States Census Bureau spisu powszechnego w 2010 roku miasto liczyło 5 780 mieszkańców. Natomiast skład etniczny w mieście wyglądał następująco: Biali 81,3%, Afroamerykanie 2,2%, Azjaci 0,3%, pozostali 16,2%.